# 国民体育振興公団
国民体育振興公団（こくみんたいいくしんこうこうだん）は韓国の文化体育観光部傘下の特殊法人である。略称KSPO。競輪・競馬・スポーツくじ事業などを通して調達した基金で、生活、専門、学校体育振興事業と体育化学研究、スポーツ産業育成などを支援している。

## 沿革
- 1989年4月 - 設立
- 1994年10月 - 競輪事業開始
- 2002年6月 - 競艇事業開始